# Suka Mulya (Betung)
Suka Mulya is een bestuurslaag in het regentschap Banyuasin van de provincie Zuid-Sumatra, Indonesië. Suka Mulya telt 4633 inwoners (volkstelling 2010).